# كرايغ دويل
كرايغ دويل (بالإنجليزية: Craig Doyle)‏ هو صحفي بريطاني، ولد في 17 ديسمبر 1970 في دبلن في جمهورية أيرلندا.